# Lepidolutzia costistrigata
Lepidolutzia costistrigata là một loài bướm đêm thuộc phân họ Arctiinae, họ Erebidae.